# Monopenchelys
Monopenchelys es un género de peces de la familia morénidas  en el orden de los Anguilliformes.

## Especies
- Monopenchelys acuta (Parr, 1930)